# George Szekeres
George Szekeres (29. května 1911 Budapešť, Rakousko-Uhersko – 28. srpna 2005 Adelaide, Austrálie) byl židovský matematik narozený v Rakousku-Uhersku a většinu života žijící v Austrálii.
Narodil se v Budapešti, kde vystudoval chemii a šest let také pracoval jako analytický chemik. V roce 1936 se oženil s také známou matematičkou Esther Kleinovou. Po nástupu nacismu musel i s rodinou odejít z Maďarska a až do konce války pracoval v Šanghaji. V roce 1948 přijal pozici na univerzitě v Adelaide, čímž začalo jeho pracovně nejplodnější období.
Zabýval se především diskrétní matematikou, zejména teorií grafů, jsou po něm pojmenovány Szekeresovy snarky. Dále pak kombinatorickou geometrií a Ramseyho teorií, kde je po něm a Pálovi Erdősovi pojmenována Erdősova-Szekeresová věta. Zabýval se však například i obecnou teorií relativity, kde je po něm a Martinovi Davidu Kruskalovi pojmenovaný tzv. Kruskalův–Szekeresův souřadnicový systém.